# Xanh bromophenol
Xanh bromophenol hay bromphenol xanh có bản chất hóa học là tetrabromphenolsulfonphtalein, là một chất chỉ thị pH có phổ pH đổi màu từ pH = 3 (màu vàng) đến pH 4,6 (màu tím). Đây là một phản ứng thuận nghịch.
Bromphenol xanh cũng được sử dụng là chất hiện màu để điều chỉnh trong kỹ thuật điện di trên gel agarose và trên gel polyacrylamit. Ở pH trung tính, bromphenol xanh tích điện âm yếu nên sẽ di chuyển cùng hướng với các phân tử DNA, hoặc protein trong bản gel. Xylen cyanol cũng được sử dụng cho mục đích này.

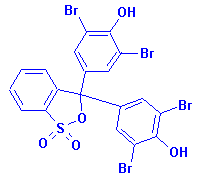
Xanh bromophenol